# Sparta
Sparta (gr. Σπάρτη, Spártī; stgr. Spártē; Λακεδαίμων; Lakedaímōn, Lacedemon) – miasto w południowej Grecji, na Peloponezie, w administracji zdecentralizowanej Peloponez, Grecja Zachodnia i Wyspy Jońskie, w regionie Peloponez, w jednostce regionalnej Lakonia. Siedziba gminy Sparta. W 2021 roku liczyło 32 786 mieszkańców. W mieście rozwinął się przemysł winiarski oraz olejarski.

## Historia
Współczesne miasto zostało założone w 1834 roku koło ruin starożytnej polis z rozkazu króla greckiego Ottona I. W jego granicach leżą ruiny bizantyńskiego i średniowiecznego miasta Mistra, opuszczonego po roku 1834, wymieniane przez listę światowego dziedzictwa UNESCO, chętnie odwiedzane przez turystów. Znacznej części materiału budowlanego z Mistry użyto do budowy nowej Sparty. Pozostały dawne zabudowania diecezji, obecnie muzeum. Trwa restauracja i częściowa rekonstrukcja budynków dawnego pałacu cesarskiego; imponująco prezentuje się większa część fortyfikacji miejskich i górującego nad nimi weneckiego zamku. Zachowano mury, zadaszenie i polichromię większości świątyń bizantyńskich, jednak jedynie zręby domostw.
Pobliskie, bogate przyrodniczo, urozmaicone geologicznie i atrakcyjne widokowo, rozległe i wyniosłe pasmo górskie Tajgetu przyciąga amatorów wędrówek.

## Miasta partnerskie
- Byblos, Liban
- Catonsville, Stany Zjednoczone
- City of Moreland, Australia
- Nisz, Serbia
- Sopron, Węgry
- Stamford, Stany Zjednoczone